# ビッグホーン盆地
ビッグホーン盆地（Bighorn Basin）は、アメリカ合衆国ワイオミング州の北部から中部にかけ、約160km（100マイル）広がる盆地。
西にアブサロカ山脈、東にビッグホーン山脈、南にオウルクリーク山地とブリッジャー山地が位置している。盆地南側の、オウルクリーク山地とブリッジャー山地の谷間からウィンド川が流入しており、盆地に入るとビッグホーン川になる。気候は全域が半不毛で、例年150 - 250mm 程度しか降水がない。
1807年には、ジョン・コルターがこの地を探検した。その後、1864年にオレゴン・トレイルをモンタナ州から南へ接続するため、ジム・ブリッジャーらによりブリッジャー・トレイルが造られた。そのルートはボーズマン・トレイルに代わる重要なもので、当時のスー族居住地パウダーリバー・カントリーを通っていたが、レッドクラウド戦争の後に開拓移民によって封鎖された。
盆地内は、コーディ、パウエル、ワーランド、ベースンなどの町があり、灌漑農業によるテンサイ栽培が行われている。

## 地質
ビッグホーン盆地は、カンブリア紀から中新世までの時代に20,000フィート以上の堆積岩ができ、地質学的な盆地が形成された。
盆地内は20世紀前半に油田が発見され、今日まで14億バレル以上という膨大な石油を産出した。主な油田として、ペンシルベニア紀のテン・スリープ層、ミシシッピ紀のマディソン・ライムストーン、白亜紀のフロンティア・サンドストーンなどがある。また、北東部のビッグホーン山脈からは多少のウランが採掘される。

## 盆地内の自治体
- コーディ
- ベースン
- バーリントン（en:Burlington, Wyoming）
- バイロン（en:Byron, Wyoming）
- コウリー（en:Cowley, Wyoming）
- ディーヴァー（en:Deaver, Wyoming）
- フラニー（en:Frannie, Wyoming）
- グレイブル（en:Greybull, Wyoming）
- ハイアットヴィル（en:Hyattville, Wyoming）
- ラヴェル（en:Lovell, Wyoming）
- マンダーソン（en:Manderson, Wyoming）
- オットー（en:Otto, Wyoming）
- パウエル（en:Powell, Wyoming）
- テン・スリープ（en:Ten Sleep, Wyoming）
- サーモポリス（en:Thermopolis, Wyoming）
- ワーランド（en:Worland, Wyoming）